# Artie Abrams
Artie Abrams  is een personage van de Amerikaanse televisieserie Glee van Fox Broadcasting Company, gespeeld door Kevin McHale. Hij is een van de leden van de fictieve Glee Club en de feitelijk bestaande Glee Cast. Artie zit in een rolstoel. Hij had een kortstondige relatie met Tina Cohen-Chang, maar werd door haar gedumpt omdat zij op Mike Chang verliefd werd.

## Verhaallijn
Artie wordt geïntroduceerd in de aflevering "Pilot" als een gitaarspelend lid van de William McKinley High School glee club. Hij zit in een rolstoel en wordt constant gepest door leden van het football team van de school. Tijdens de voorbereidingen voor de sectionals ronde van de schoolkoorcompetitie vertelt hoofdmeester Figgins (Iqbal Theba) dat de school geen budget heeft om een speciaal gehandicaptenbusje te huren om de Glee club te vervoeren. Arties eerste solo is in die aflevering waar hij "Dancing With Myself" opvoert in zijn rolstoel. De andere studenten gaan gebakjes verkopen om geld op te halen voor het busje, maar Artie staat erop dat het geld gedoneerd wordt aan de school om meer rolstoelopgangen te maken zodat toekomstige studenten hier ook van kunnen profiteren. Hij gaat op een date met glee-clublid Tina Cohen-Chang (Jenna Ushkowitz), die stottert, en vertelt dat hij zijn handicap heeft te danken na een auto-ongeluk toen hij acht jaar was. De twee zoenen maar Artie is gekwetst als Tina bekent dat haar spraakgebrek nep is. Later vergeeft hij haar maar maakt een aantal opmerkingen over Tina's kledingstijl waarna zij hem publiekelijk wijst op zijn gedrag. Artie biedt zijn verontschuldigingen aan en ze zoenen weer. Vanaf dan zijn de twee officieel een koppel.
In een poging om een slechte reputatie te behalen en zo hun populariteit op school te vergroten geven Artie en Tina, samen met glee-clubleden Brittany Pierce (Heather Morris), Mercedes Jones (Amber Riley) en Kurt Hummel (Chris Colfer) een optreden van "U Can't Touch This" in de school bibliotheek. Het plan mislukt als de bibliothecaresse hen, in plaats van te straffen, vraagt of ze een keer willen optreden voor haar kerk.
Wanneer Tina verneemt dat het Arties droom is om een danser te worden, vraagt ze hem een tapdans uit te voeren met haar, ondanks zijn verlamming, maar hun poging mislukt en Artie vraagt Tina om te vertrekken. Tina laat hem later een onderzoek naar de voortgang van de ruggenmergbehandelingen zien, wat bij Artie de hoop verhoogt dat hij spoedig weer in staat zal zijn om te lopen,  maar leerlingenbegeleider Emma Pillsbury (Jayma Mays) herinnert hem eraan dat het testen voor deze behandelingen nog vele jaren zal duren. Hierdoor accepteert Artie dat hij waarschijnlijk nooit een danser zal zijn en vertelt Tina dat ze maar een andere danspartner moet kiezen; hij begeleidt de Glee Club in een vertolking van "Dream a Little Dream of Me" waarin Tina danst met Mike Chang (Harry Shum, Jr.).
Artie is verbijsterd wanneer The New Directions verliezen met Regionals, maar dankbaar voor het feit hij dat een lid van de Glee Club is en geeft toe dat hij met Tina zijn eerste kus heeft beleefd.